# 箱島湧水
箱島湧水（はこしまゆうすい、はこじまゆうすい）は、群馬県吾妻郡東吾妻町にある湧水。名水百選のひとつ。

## 概要
東吾妻町大字箱島、箱島不動尊（箱島不動堂）の脇に立つスギの木（「不動尊の大杉」、樹齢400ないし500年、東吾妻町指定天然記念物）の根元から湧き出す水が、箱島湧水である。湧出量は1年間を通じて1日あたり3万立方メートルで、伝説では榛名湖からの水とされているが、実際にはそうではなく、山に降った雨水が火山灰層を浸透して湧いたものである。湧出後は高さ12メートル・幅7メートルの山雀の瀑と呼ばれる滝となって流れ落ちている。下流の鳴沢川はホタルの生息地であり、地元の住民らによって清掃活動が行われている。

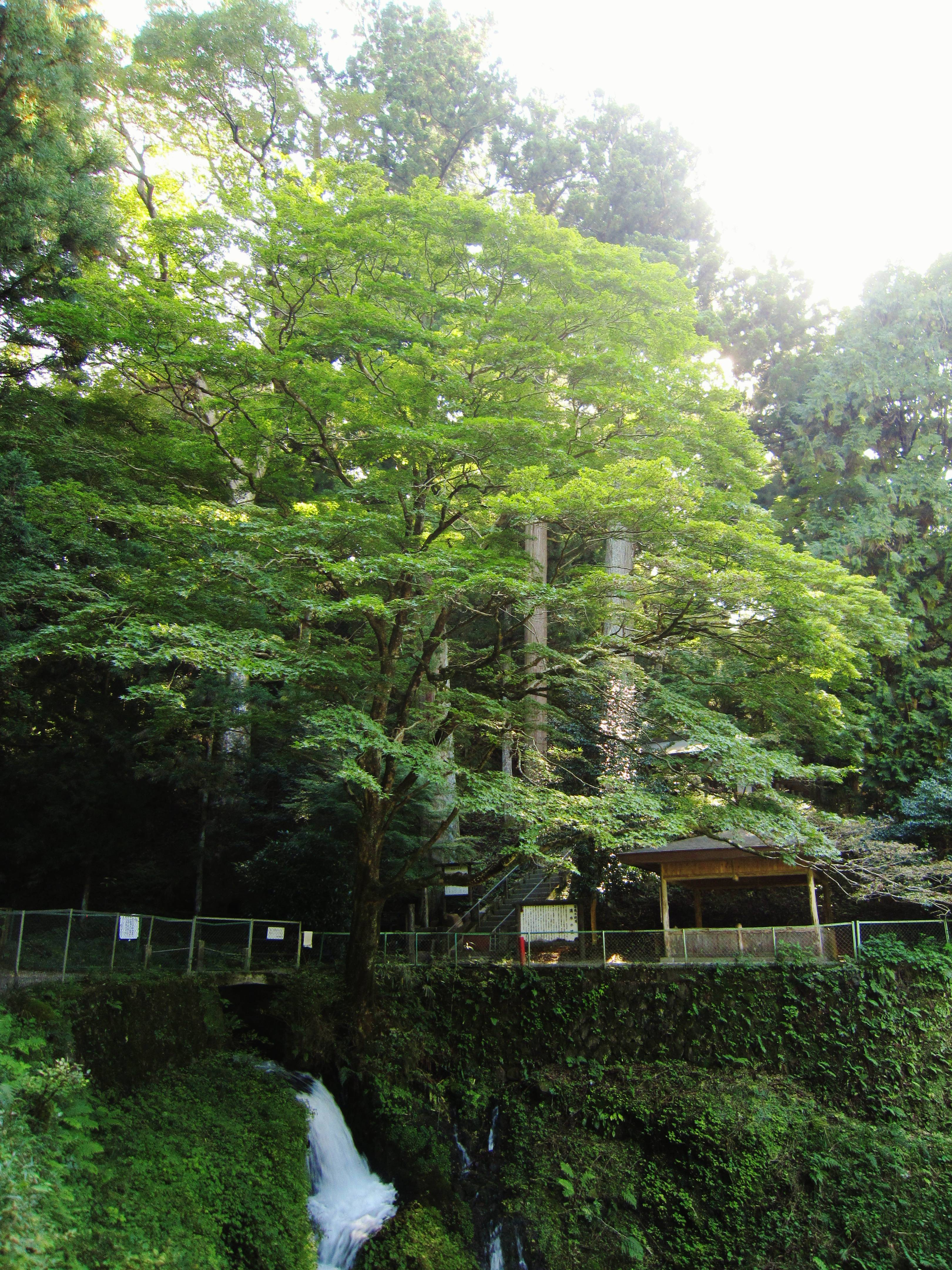
不動尊の大杉
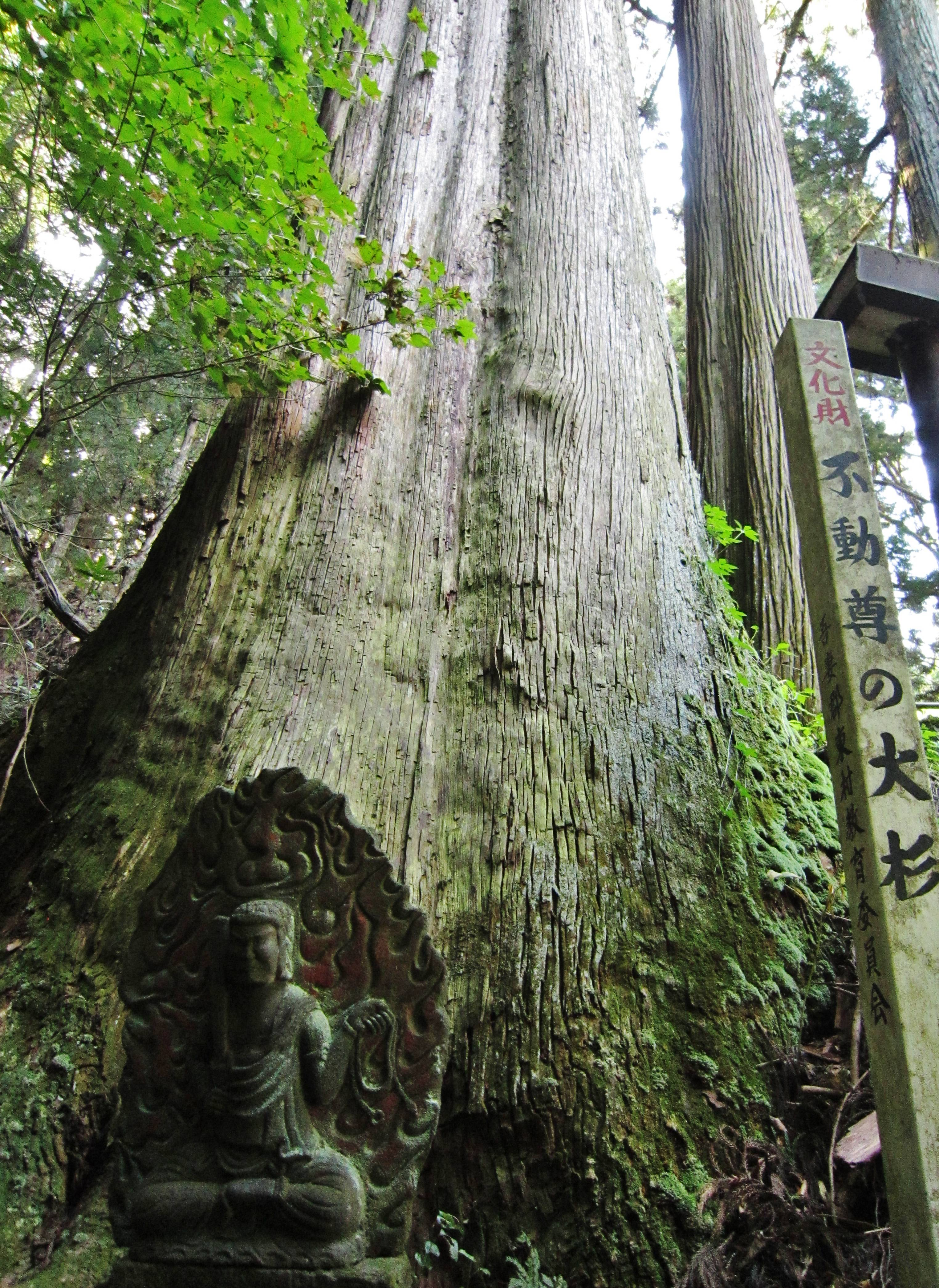
大杉と不動明王像
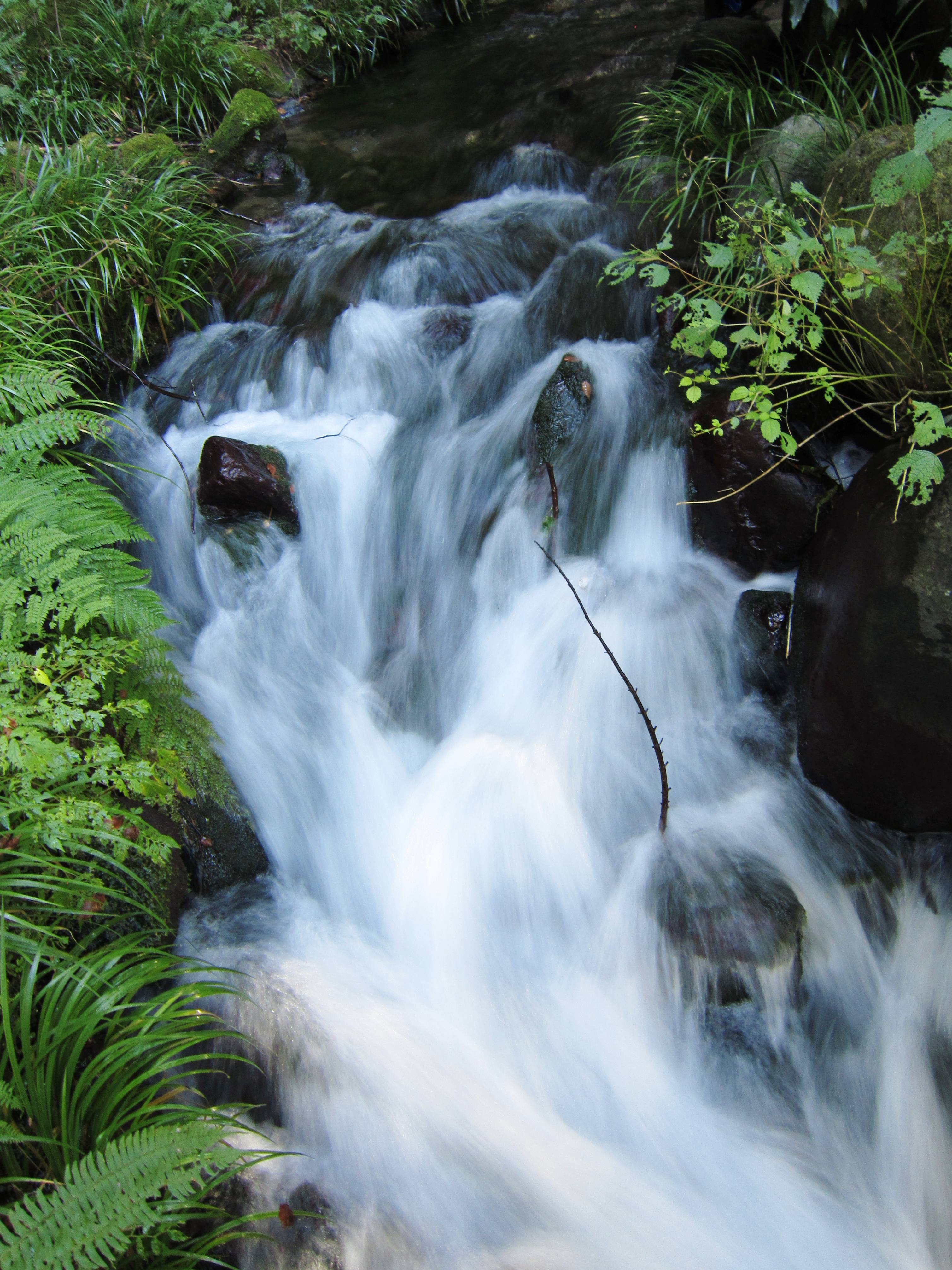
大杉の根本を流れる湧水

## 利水
水道水、農業用水、養魚場の水源として利用されている。湧水をボトルに詰めたミネラルウォーターや、醸造水として用いた日本酒も市販されている。
かつては鳴沢川を利用した水力発電も行われており、2か所の水力発電所が稼働、合計最大454キロワットの電力を発生した。1910年（明治43年）10月、箱島水力電気による水力発電所・箱島発電所（箱島第一発電所、のち東第一発電所、300キロワット）が運転を開始。箱島水力電気（社長は須藤清七）は1910年1月、鉄道の電化を進めていた高崎水力電気によって資本金10万円で設立され、箱島発電所の建設を遂げたのち、1911年（明治44年）1月になって高崎水力電気に合併されている。1927年（昭和2年）6月には鳴沢川のほか、竹の沢を利用する箱島第二発電所（東第二発電所、154キロワット）が運転を開始。箱島発電所の貯水池建設に伴い、山雀の瀑が一時水没した。発電所は箱島水力電気から高崎水力電気、東京電灯、関東配電を経て東京電力に継承されたが、1956年（昭和31年）4月になって老朽化を理由にすべて廃止された。
平成26年11月より、東吾妻町がPFI方式による小水力発電を目的とした箱島湧水発電事業の協議を開始し事業公募を実施。　旧箱島発電所時代に建設されたダムに新たに取水口を増設し取水、下流域に発電所を建設することとなり、再び箱島湧水を利用する発電が再開されることとなった。なお水利権は群馬県水産試験場箱島養鱒センターでの利用に伴う従属発電となる。

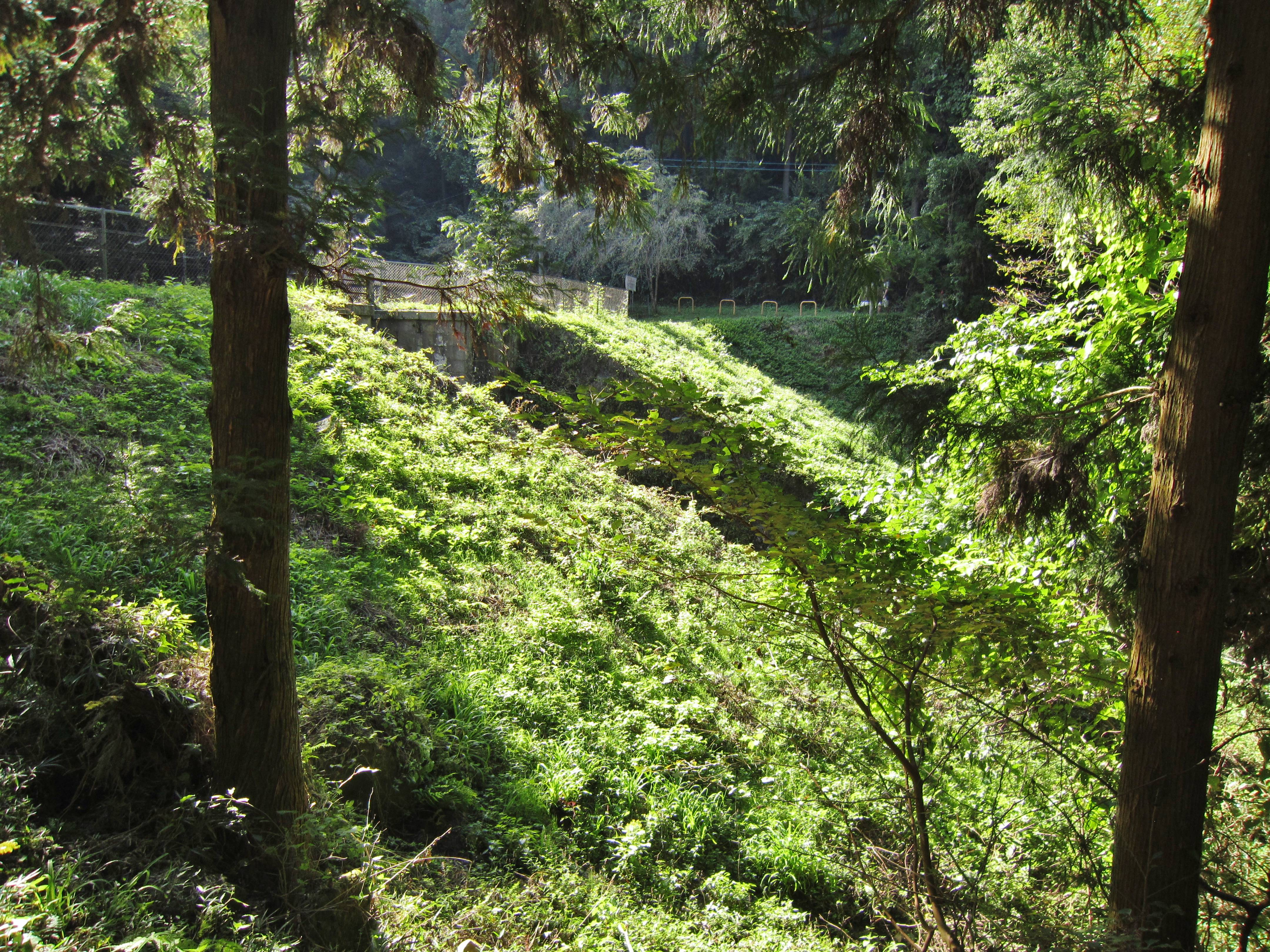
貯水池の堰堤（ダム）
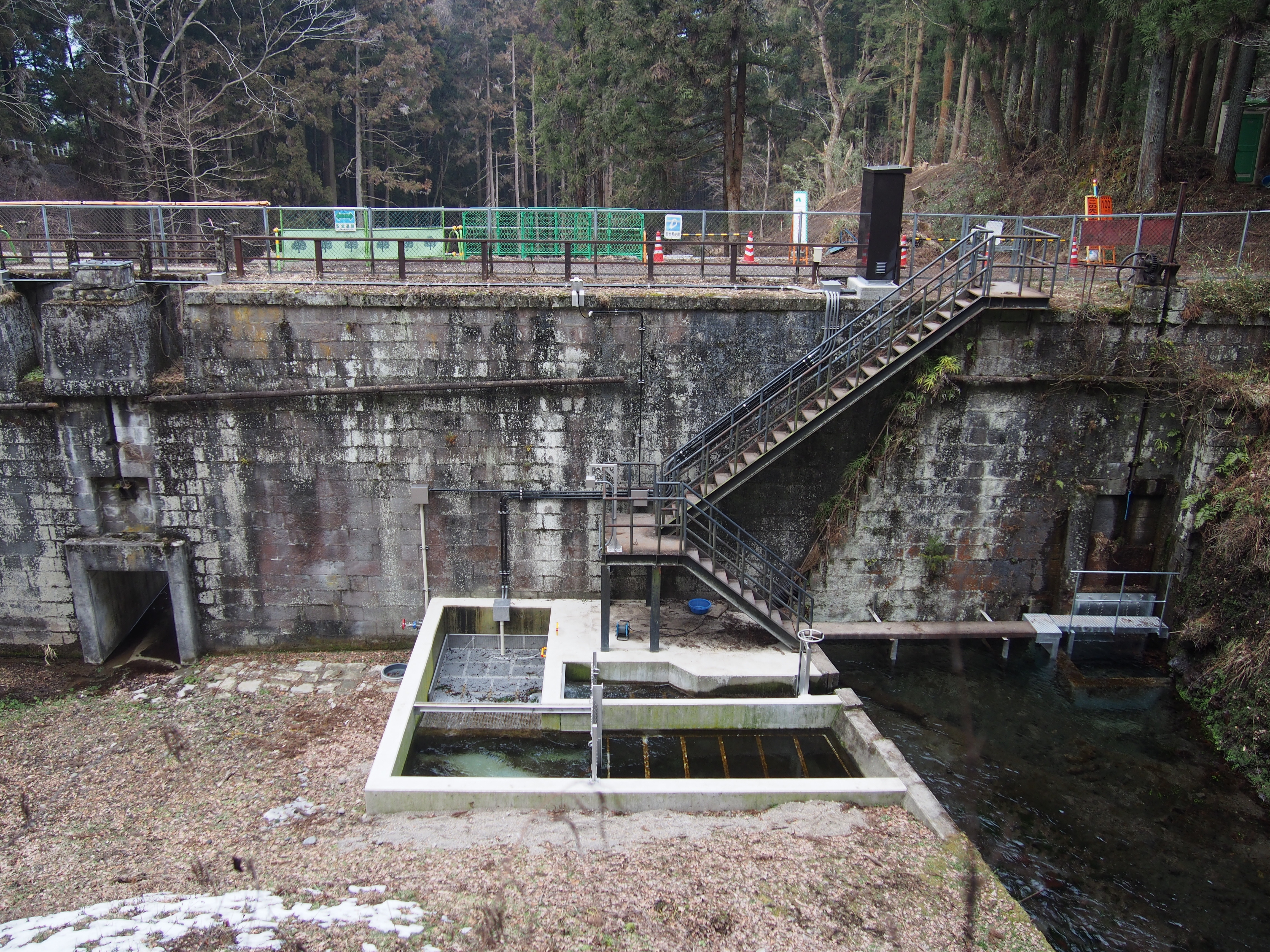
東吾妻町箱島湧水発電所新設取水口
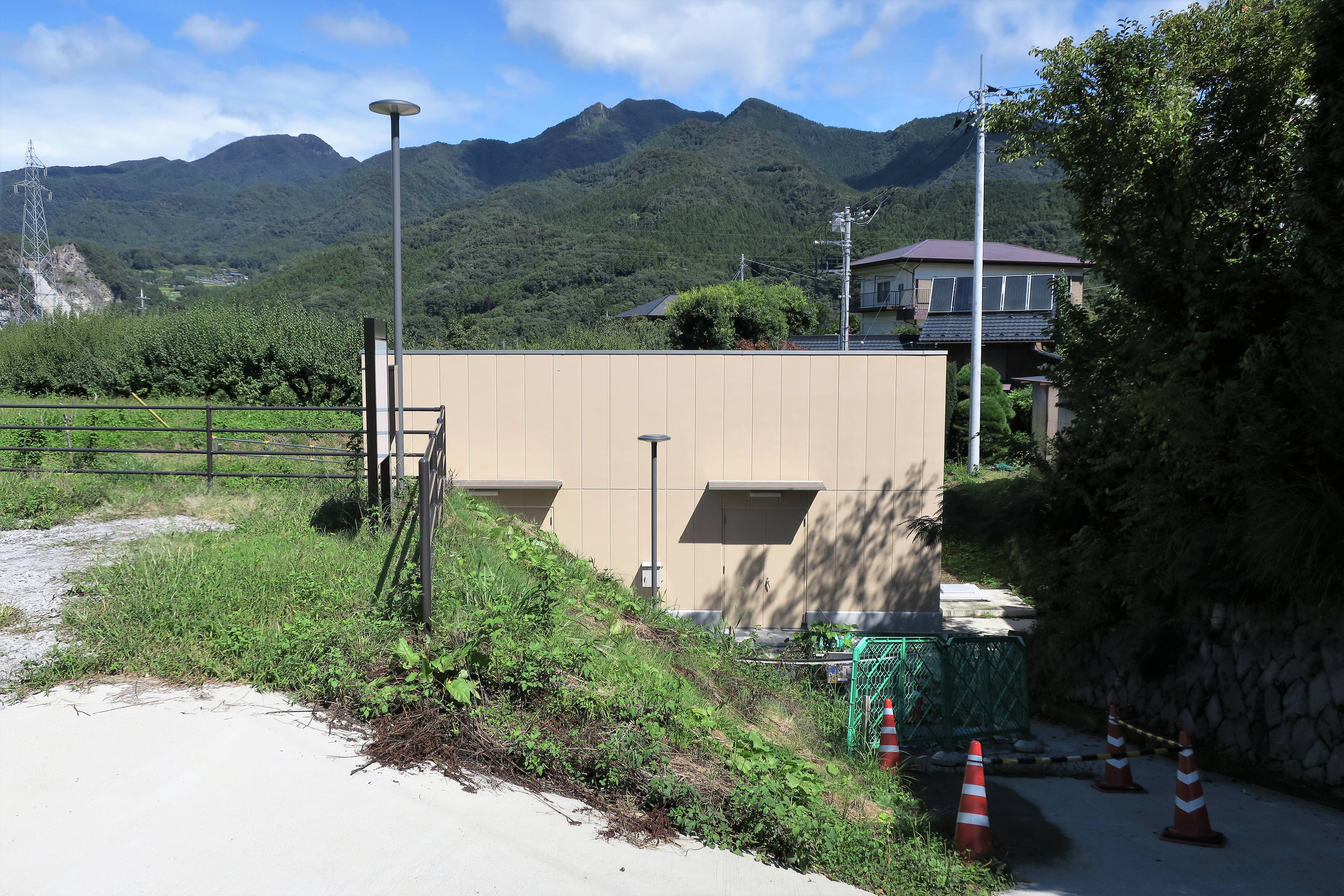
東吾妻町箱島湧水発電所建屋

## 交通
- JR吾妻線・小野上駅下車、徒歩30分[7]。

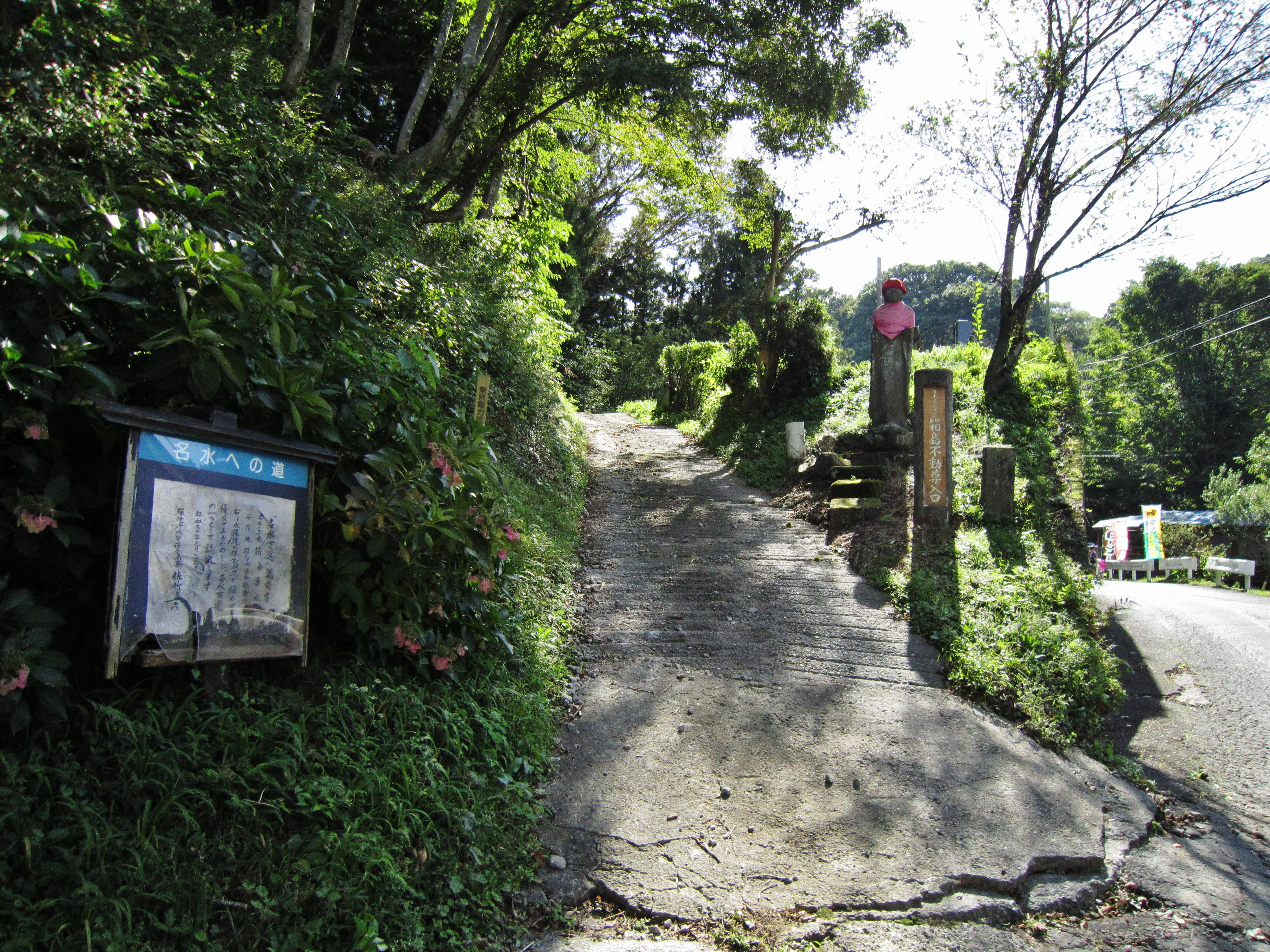
名水への道・箱島不動尊入口

- 群馬県道35号渋川東吾妻線より700メートル先にある駐車場より徒歩200メートル[15]。